# Мыто (деревня)
Мыто (бел. Мыто́) — деревня в Лидском районе Гродненской области Беларуси. Входит в состав Ваверского сельсовета.

## География
Пролегают дороги Н-6004, Н-6850, рядом проходит трасса М-6.
Ближайшие населённые пункты Банцевичи, Подольховка, Яновляне и др.

### Гидрография
Река Дитва.

## История
Второй половиной I тысячелетия до н. э. датируются расположенные неподалеку деревни городище и селище.
Михал Балинский пишет о Мыто в 1415 году, предположительно, это первое упоминание местечка Великого Княжества Литовского. По словам Михаила Шимелевича известно, что с древних времен дорога из Лиды в сторону Гродно и пролегала около Островли и Цыборов на мост через Дитву, на котором издавна брали мостовую или греблевую оплату (замыт) или так называемую пошлину (бел. мыта), откуда и поселение, которое располагалось у того моста и гребли и раньше называлось Дитва Протасовская, получило название Мыто. Эта дорога имела название Мытлянский гостинец (бел. Мытлянскі гасцінец), он шел на Василишки, Острину и Озёры к Гродно. Мост на большой дороге из Василишек до Лиды при Дитве Протасовской или Мыто известен с конца XV века.
В 1567 году село в имении Митва в Лидском повете Великого Княжества Литовского, шляхетская собственность.
Опись приходов Лидского деканата 1784 года упоминает местечко Мыто с русской (униатской) царкой как собственность Пацев.
После третьего раздела Речи Посполитой (1795) деревня в Российской империи. Центр Мытской волости Лидского уезда Виленской губернии. В 1861 году в селе и имении 24 ревизские души. В 1869 году открыто народное училище.
В Первую мировую войну с сентября 1915 года до конца 1918 года оккупирована германскими войсками. С января 1919 года в составе БССР, в апреле занята польскими войсками. С июля по сентябрь 1920 года контролировалась Красной Армией, затем вновь польскими войсками. С 1921 года в составе Польской Республики, принадлежала к Тарновской гмине Лидского повета Новогрудского воеводства.
С 1939 года — в БССР, с 12 октября 1940 года центр Мытского сельсовета. С конца июня 1941 года до начала июля 1944 года под немецко-фашистской оккупацией.
В 1950 году организован колхоз имени Верховного Совета. До 1954 года, затем в 1965—1972 годах центр Мытского сельсовета. В 1970 году в деревне имелись начальная школа, фельдшерско-акушерский пункт, библиотека, магазин, отделение связи. После упразднения Мытского сельсовета входила в состав Белогрудского сельсовета (с 1974 года —Тарновский сельсовет). С 1976 года в составе Ваверского сельсовета.

В 1992 году центр колхоза «Світанак». В 2005 году центр СПК «Світанак-Мыто».

## Население

### Численность
- 2019 год — 185 жителей

### Динамика
- 1885 год — 63 жителей
- 1897 год — 145 жителей в деревне, 48 — в имении
- 1903 год — 135 жителей в деревне, 40 — в имении
- 1921 год — 122 жителей в деревне, 15 — в фольварке
- 1940 год — 169 жителей в деревне, 12 — в фольварке
- 1960 год — 209 жителей
- 1970 год — 161 житель
- 1992 год — 250 жителей
- 1999 год — 273 жителей (перепись населения)
- 2009 год — 195 жителей (перепись населения)[4]
- 2015 год — 198 жителей
- 2019 год — 185 жителей (перепись населения)

## Достопримечательность
- Городище, селище (1-е тыс. до н. э.), в 1,5 км на северо-запад от деревни[5] —  Историко-культурная ценность Республики Беларусь, шифр 413В000360.
- Церковь Покрова Пресвятой Богородицы, XIX век (1864—1870)[6]. Памятник архитектуры ретроспективного русского стиля.
- Рядом расположен мемориальный знак «В память о мирном соглашении 1392 года».